# Nadia Gamal

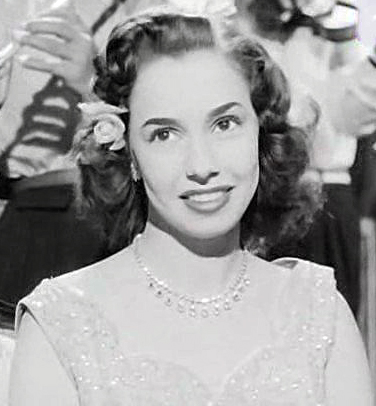
Nadia Gamal

Nadia Gamal, arabisch نادية جمال, DMG Nādiya Ǧamāl (geb. 1937 in Alexandria als Maria Kariadis; gest. 1990 in Beirut) war eine ägyptische Bauchtänzerin und Schauspielerin. Sie gehörte wie Suhair Zaki und Nagwa Fuad zur zweiten Generation des modernen Bauchtanzes und integrierte ähnlich wie letztere Elemente anderer Tänze wie Walzer und Cha-Cha-Cha in ihren Orientalischen Tanz ein.

## Frühes Leben
Gamal war die Tochter eines griechischen Vaters und einer italienischen Mutter. Sie begann das Tanzen erstmals als Teil der Cabaret-Nummer ihrer Mutter und er erhielt eine Ausbildung im Klavierspiel sowie in verschiedenen Tanzstilen wie Ballett und Stepptanz. Anfangs führte Gamal europäische Volkstänze in der Show ihrer Mutter auf. 

## Karriere als Bauchtänzerin und Schauspielerin
Als sie 14 Jahre alt war, bot sich ihr die Gelegenheit, Bauchtanz im Libanon zu tanzen, nachdem eine erkrankte Tänzerin in der Truppe ihrer Mutter ausfiel. Ihr Vater hatte es ihr zuvor wegen ihres jungen Alters untersagt. Nach diesem Debüt wurde sie eine beliebte Tänzerin und kam später auch zum ägyptischen Film. Sie tanzte unter anderem vor dem jordanischen König Hussain I. und dem iranischen Schah Mohammad Reza Pahlavi.
Sowohl alterstechnisch als auch inhaltlich gehört Nadia Gamal wie Suhair Zaki und Nagwa Fuad zur zweiten Generation des modernen Bauchtanzes und integrierte, ähnlich wie letztere, Elemente anderer Tänze wie Walzer und Cha-Cha-Cha in ihren Orientalischen Tanz ein. Ebenso baute sie häufig Elemente des ägyptisch-folkloristischen Baladi, von Beduinentänzen und den Zar- (arabisch زار)-Tanz ein.
Im Laufe ihrer Karriere tourte Gamal durch Asien, den Nahen Osten, Europa, Lateinamerika und Nordamerika. In den Jahren 1978 und 1981 gab sie kurzzeitig Tanzworkshops in New York und gründete später eine eigene Tanzschule.

## Privatleben
1953 hatte sie eine Beziehung mit dem indischen Filmstar Shammi Kapoor, den sie in Sri Lanka kennengelernt hatte.
1990 wurde bei Gamal Brustkrebs diagnostiziert. Während der Behandlung in Beirut zog sie sich eine Lungenentzündung zu und starb.

## Filmographie (Auswahl)
- 1965: In Beirut sind die Nächte lang (24 Hours to Kill)
- 1965: Layali al chark
- 1965: Al sharidan
- 1965: Al siba wa al jamal
- 1966: Al ghorfa rakim sa'ba
- 1966: Mawal al akdam al zahabiya
- 1966: Bazi-e eshgh
- 1968: Vedaan ya Lobnan
- 1968: Bazy-e-shance
- 1970: Prem Pujari
- 1973: Hasna al badia